# Marie Pierre Gabriel Étienne Choron
Pour les articles homonymes, voir Choron.
Marie Pierre Gabriel Étienne Choron, né le 18 mai 1811 à Puiseux et mort le 26 avril 1891 à Soissons, est un homme politique français.

## Biographie
Avoué honoraire, maire de Soissons, député de l'Aisne, membre de la commission des Hospices et président de la Société archéologique de Soissons.
En 1848, il entre au conseil municipal de Soissons. Adjoint au maire en 1871, il est élu à la tête de l'exécutif en 1878.
Élu député en 1877, il figure jusqu’en 1881.